# قاموس بنسلفانيا السومري
قاموس بنسلفانيا السومري (بي إس دي) هو مشروع يهدف إلى تجميع قاموس شامل للغة السومرية. جمعه متحف الآثار والأنثروبولوجيا في جامعة بنسلفانيا وموله مانحين خاصين والوقف الوطني للعلوم الإنسانية في الولايات المتحدة. بدأ المشروع تحت إدارة آكي دبليو. شوبيرغ (1924-2014) وإيرل ليشتي في عام 1974، وكان مستندًا إلى نموذج قاموس شيكاغو الآشوري، الذي بدأ بدوره في عام 1921. حصل المشروع على تمويله الفيدرالي الأول من الوقف الوطني للعلوم الإنسانية في عام 1976. نشر أول قسم له للحرف "B" في عام 1984 والذي طبعت منه 750 نسخة فقط في البداية بسر 40 دولار لكنها نفدت بسرعة مما شجع القائمين عليه على طبع المزيد من النسخ. ظل شوبيرغ مدير المشروع حتى تقاعده ثم أصبح من المساهمين بعدها.
انضم ستيف تيني إلى المشروع في عام 1991، وبعد عدة سنوات قرر إعادة تكوين المشروع من سلسلة مكونة من 18 مجلدًا إلى قاموس إلكتروني على الإنترنت يحدث تدريجيا. سمي التنسيق الجديد على الإنترنت بـ "قاموس بنسلفانيا السومري الإلكتروني". ومن المتوقع أن تدمج مجموعات البيانات من عدة مشاريع أخرى تحاول وضع النصوص السومرية في شكل إلكتروني على الإنترنت ضمن مشروع القاموس. أصبح تيني مدير المشروع في يوليو 2002.
حصل المشروع على منحة لمدة عامين بقيمة 302,000 دولار أمريكي من الوقف الوطني للعلوم الإنسانية في أبريل 2002. ومع ذلك، صرح ستيف تيني لاحقًا بأنه نظرًا لتغير طبيعة المشروع ليصبح أكثر عملية مفتوحة بدون تاريخ انتهاء محدد، فإنهم لم يعودوا قادرين على طلب تمويل حكومي فيدرالي. بدلاً من ذلك، حاولوا إنشاء وظيفتين بحثيتين دائمتين للقاموس بتمويل قدره 3,000,000 دولار من التبرعات.
أصدرت النسخة الثانية من قاموس السومرية في عام 2017 والمعروفة باسم ePSD2. تشمل النسخة الجديدة من القاموس قوائم لأكثر من 12,000 كلمة وعبارة واسم سومري تظهر في حوالي 100,000 شكل مختلف، بما مجموعه أكثر من 2.27 مليون تكرار. يغطي المحتوى حوالي 100,000 من النصوص السومرية البالغ عددها 134,000+ المعروفة. الموظفون المشاركون في مشروع ePSD2 هم ستيف تيني (مدير) وفيليب جونز (المحرر التنفيذي) ونيك فيلدهاوس (المحرر المساعد). تتضمن الموارد قاموسًا، محتوى نصوص، قائمة بالأحرف السومرية، فهرسًا للأدب، ومجموعة من المقالات حول اللغة السومرية.

## روابط خارجية
- Official site of version 1
- Official site of ePSD version 2
- Online dictionary